# 長瀞村
長瀞村（ながとろむら）は、かつて山形県北村山郡にあった村。

## 沿革
- 1889年（明治22年）4月1日 - 町村制施行に伴い北村山郡長瀞村、松沢村、伝兵衛長右衛門新田が合併し、長瀞村が発足。
- 1954年（昭和29年）8月1日 - 北村山郡東根町、東郷村、高崎村、大富村、小田島村と合併し、東根町を新設して消滅。